# William Henry Edwards

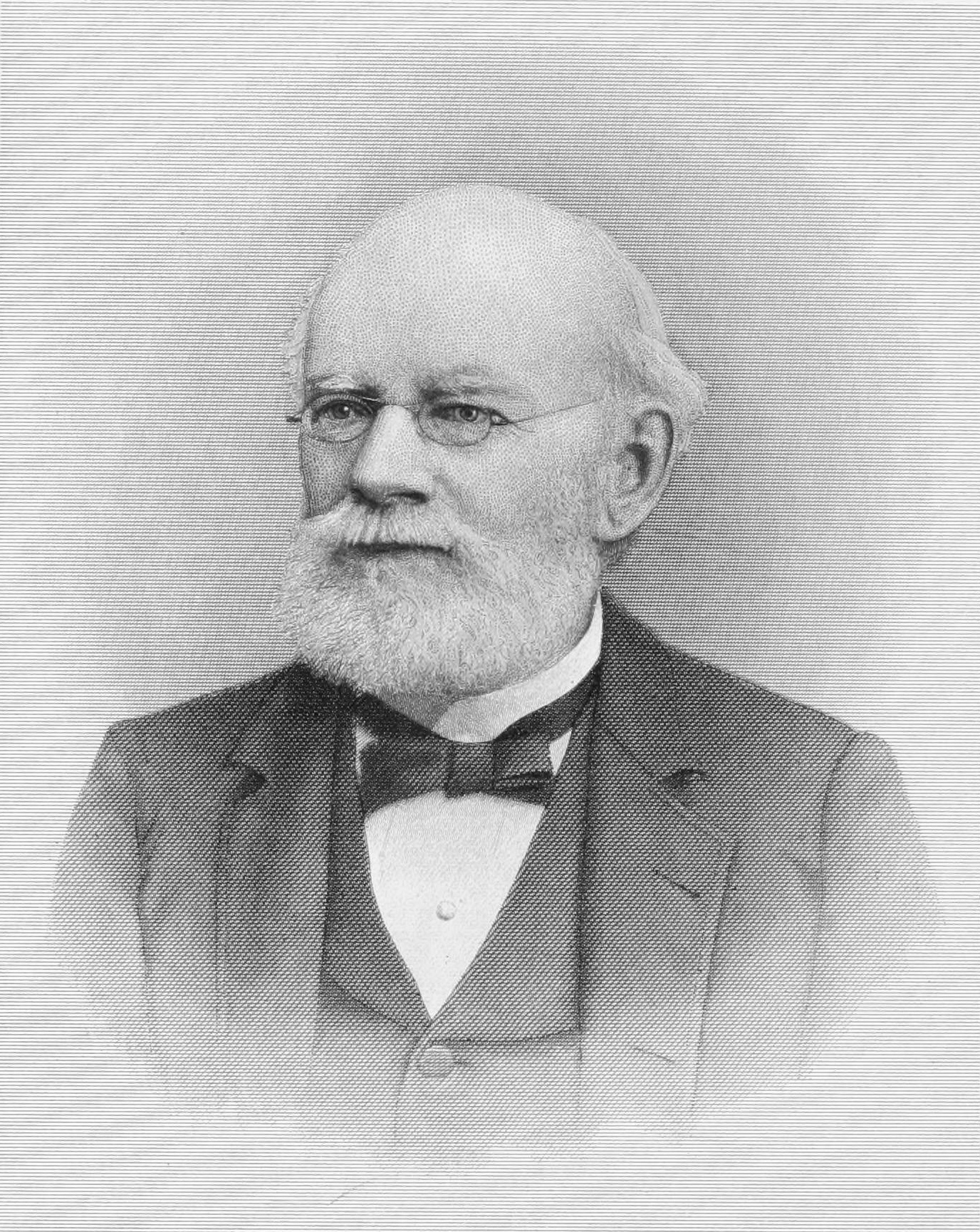
William Henry Edwards 1911

William Henry Edwards (* 15. März 1822 in Hunter, Greene County, New York; † 4. April 1909 in Coalburgh, West Virginia) war ein amerikanischer Unternehmer und Entomologe.

## Leben und Werk
Edwards Eltern waren William W. Edwards und Helen Ann Mann. Sein Vater besaß eine Gerberei und kaufte im Verlauf der Kindheit seines Sohnes einen mehr als 400 Hektar großen Wald, um Gerberlohe zu erwirtschaften. Durch diesen Wald entdeckte Edwards die Natur und seine Liebe zu ihr. Er studierte zunächst Jura und fand auf geerbtem Land Kohle und Öl, womit er ein Unternehmen begann.

### Amazonasreisender
Im Jahre 1846, im Alter von 24 Jahren, reiste Edwards nach Brasilien und fuhr mit seinem Onkel Armory Edwards den Amazonas hinauf. Armory war der US-Konsul in Buenos Aires gewesen und arbeitete in Argentinien für das Ledergeschäft der Familie. Es ist möglich, dass der ursprüngliche Zweck ihrer Reise mit dem Familienunternehmen zusammenhing, aber für Edwards standen die Schönheit und die ungehinderte Wildnis im Mittelpunkt dieser Reise, die er bei der Erkundung der riesigen Delta-Insel Marajó erlebte, als sie von Belem nach Manaus flussaufwärts fuhren. Er sammelte Vögel, Insekten und andere Tiere.
Edwards nahm seine Erfahrungen sorgfältig zur Kenntnis und schrieb kurz darauf das Buch „A Voyage Up the River Amazon, with a residency at Pará“ (deutsch: Eine Reise den Amazonas hinauf), das 1847 veröffentlicht wurde. Es wird ihm zugeschrieben, das Interesse der Naturwissenschaftler an der Region geweckt zu haben; insbesondere lasen Henry Walter Bates und Alfred Russel Wallace Edwards Bericht und wurden inspiriert, den Amazonas zum Ziel ihrer berühmten Expedition zu machen. Schließlich war Edwards’ Buch nur das erste von mehreren Werken von Naturwissenschaftlern, die das wachsende Interesse an der wissenschaftlichen Erforschung des Amazonasgebietes festhielten.

### Kohleunternehmer
Nach dem Tod seines jüngsten Bruders 1847 erbte Edwards 30.000 Acres im Kanawha Valley in West Virginia (damals noch Teil von Virginia). Seine Familie hatte den Besitz unbesehen von Grundstücksspekulanten gekauft, aber Edwards stellte bald fest, dass es sich um ein erstklassiges Kohleland handelte, das auf einigen der dicksten Kohleflöze der Welt lag. Er wurde einer der ersten Einsteiger in den Kohlebergbau in der Region. Im Jahr 1852 eröffnete er die ersten Kohleminen am Paint Creek und entwickelte 1856 die erste Kohle-Öl-Raffinerie. Während des amerikanischen Bürgerkriegs organisierte Edwards die Kanawha and Ohio Coal Company und eröffnete 1863 die Minen in Coalburg. Später brachte Edwards das erste Kohleschleppschiff der Bergbauindustrie auf den Markt und setzte es ein, um Kohle auf dem Ohio River nach Cincinnati zu transportieren.

### Schmetterlingsforscher
Obwohl Edwards sich seit seiner Kindheit für Naturgeschichte interessiert hatte, wurde er erst um 1856 im Alter von 33 Jahren ein ernsthafter Sammler und Schüler von Schmetterlingen. Die Grundlagen der Entomologie hat er wahrscheinlich von John Weidemeyer, einem New Yorker Entomologen, der eines der ersten amerikanischen Bücher über Schmetterlinge schrieb, und John Akhurst, einem New Yorker Präparator, der auch Insekten sammelte, gelernt. In den 1850er Jahren baute Edwards eine bedeutende Sammlung von Schmetterlingen auf und korrespondierte mit vielen prominenten Entomologen und anderen Naturforschern, darunter Spencer Fullerton Baird. Baird, der erste Kurator an der Smithsonian Institution, unterstützte Edwards neue Leidenschaft und schickte ihm zahlreiche Schmetterlingsexemplare aus den Museumssammlungen. Andere Museen folgten ihm und schickten ihm Schmetterlinge aus der ganzen Welt zur Identifizierung.
Edwards veröffentlichte 1861 seine erste wissenschaftliche Arbeit, in der er mehrere neue Schmetterlingsarten beschrieb. Im Laufe seiner Karriere veröffentlichte er etwa 250 wissenschaftliche Arbeiten über Lepidoptera. Zusätzlich zu zahlreichen Arbeiten, die neue Schmetterlingsarten beschrieben, leistete er wichtige Beiträge auf dem Gebiet des Polymorphismus (das Vorkommen von mehr als einer Form in der gleichen Population einer Art). Entomologen begannen, den Polymorphismus bei Insekten als eine Demonstration der natürlichen Auslese und als eine Gelegenheit zum Studium evolutionärer Prozesse zu sehen. Edwards entdeckte viele Beispiele für Polymorphismus bei Schmetterlingen in Nordamerika und zeigte, dass die Temperatur ein Umweltfaktor war, der die polymorphen Spezies beeinflusste.
Bis 1865 hatte Edwards mit der Arbeit an The Butterflies of North America begonnen, einem dreibändigen Meisterwerk, das als „eine der wichtigsten entomologischen Publikationen des 19. Jahrhunderts“ bezeichnet wurde. Ursprünglich als beschreibender Katalog nordamerikanischer Arten gedacht, wuchs der Umfang auf detaillierte Lebensgeschichten vieler Arten und einige der besten Schmetterlingsabbildungen, die je veröffentlicht wurden, an. Die Illustrationen wurden von Mary Peart, einer talentierten Künstlerin aus Pennsylvania, gezeichnet und von Lydia Brown handkoloriert. Edwards verbrachte den Rest seiner Karriere mit der Vollendung dessen, was sein wichtigstes Vermächtnis werden sollte. Der dritte und letzte Band erschien 1897. Edwards zog sich kurz darauf aus der Entomologie zurück.

### Sonstige Arbeiten
Er schrieb eine Genealogie der Familie Edwards und veröffentlichte eine Monographie, in der er die Urheberschaft von Shakespeares Stücken in Frage stellte:
Er war ein Beobachter des amerikanischen Bürgerkrieges und Briefpartner von Charles Darwin.

### Privatleben
Edward heiratete 1851 Catherine Colt Tappan, die Tochter des Abolitionisten Arthur Tappan. Sie zogen drei Kinder groß. Ihr Sohn, William Seymour Edwards wuchs auf, um in der Politik, Industrie und Literatur West Virginias prominent zu werden. Ihre Tochter, Edith Edwards, heiratete Theodore Luqueer Mead, einen bemerkenswerten Entomologen, der bei ihrem Vater in die Lehre gegangen war.
Edwards starb in seinem Haus „Bellefleur“ in Coalburg (West Virginia). Das Haus wurde 1990 im National Register of Historic Places eingetragen.

## Werke (Auswahl)

### Aufsätze
Edwards veröffentlichte über 250 Artikel in verschiedenen Wissenschaftsjournalen.

### Bücher
- A Voyage up the River Amazon. The Narrative Press, Santa Clara, Calif. 2004, ISBN 1-58976-244-4 (Nachdr. d. Ausg. New York 1847).
- The Butterflies of North America.  Houghton Mifflin, Boston, Mass. 1868/97 (5 Bde.).
- Synopsis of North American Butterflies. Philadelphia, Penn. 1872.
- Catalogue of the Diurnal Lepidoptera of America North of Mexico. In: Trans. Amer. Ent. Soc., Bd. 6, S. 1–68.
- Revised Catalogue of the Diurnal Lepidoptera of America North of Mexico. Philadelphia, Penn. 1884.

- Memoirs of Col. William Edwards: formerly of Stockbridge and Northampton, Mass., later of Hunter, Greene Co., N. Y., and of Brooklyn, N. Y. (1897)
- Shaksper not Shakespeare (1900)